# Šurany
Šurany (hasta 1927 Veľké Šurany, en húngaro: Nagysurány) es una localidad y un centro ferroviario del Distrito de Nové Zámky, Región de Nitra, en el sur de Eslovaquia.

## Historia
Según los descubrimientos arqueológicos realizados, el lugar en el que hoy en día se encuentra la localidad ya estaba habitado en el Neolítico. El primer nombre de la población es villa Suran, y aparece en un documento del rey húngaro Béla II en 1138. Había un castillo desde la segunda mitad del siglo XV. La plaza fue ocupada por los turcos entre 1663 y 1684. El castillo fue derribado en 1725. En 1832 la localidad obtuvo derechos de mercado. Se construyó una factoría azucarera en 1854 (que cerró en 2000). La ciudad fue parte de Hungría hasta 1920 y en el período 1938-1945.

## Geografía
Šurany se encuentra a una altitud de 123 metros sobre el nivel del mar y ocupa un área de 59 812 km². Se encuentra en las tierras bajas del Danubio cerca del río Nitra, a 13 km de Nové Zámky y a alrededor de 100 km de Bratislava. Además del centro urbano, tiene los barrios de Kostolný Sek y Nitriansky Hrádok (anejos desde 1976).

## Demografía
| Año        | 1994   | 2004    | 2014    | 2024    |
| ---------- | ------ | ------- | ------- | ------- |
| Población  | 10 504 | 10 426  | 10 055  | 9103    |
| Diferencia |        | −0,74 % | −3,55 % | −9,46 % |

| Año        | 2023 | 2024    |
| ---------- | ---- | ------- |
| Población  | 9238 | 9103    |
| Diferencia |      | −1,46 % |

Según el censo de 2001 Šurany tiene 10.491 habitantes. El 97,28% de los habitantes son eslovacos, el 0,84% húngaros, el 0,64% checos y el 0,28% gitanos. La composición religiosa era 80,02% católicos, 14,76% sin filiación religiosa y 1,19% luteranos.

## Gente
- Sándor Hatvany-Deutsch